# Франческо Корнаро
Франческо Корнер (на венецианското наречие) или италианизирано Франческо Корнаро (на италиански: Francesco Corner или Francesco Cornaro) е 101–ви венециански дож от 1656 до смъртта си няколко седмици по-късно през същата година.

## Биография
Франческо Корнаро е син на Джовани I Корнаро, 96–тия дож на Венеция от 1625 до 1629 г.
Той прави престижна политическа кариера, в която има само един неприятен инцидент по време на службата му като посланик на Република Венеция при херцога на Савой. Херцогът изгонва Корнаро от херцогството след като се убеждава, че той заговорничи срещу него. По-късно Корнаро се оттегля от политиката и се заема с бизнес.

## Управление
След смъртта на дожа Карло Контарини, Корнаро е избран от Сената за нов дож на 17 май 1656 г., макар той самият да не е искал заради напредналата си възраст да поема тези ангажименти. Само няколко седмици по-късно той умира от треска на 5 юни 1656 г.

## Семейство
На 25 февруари 1609 Корнаро се жени за Андриана Приули, дъщеря на дожа Антонио Приули (дож от 1618 до 1623 г.), от която има шестима сина и три дъщери.